# Double dribble (basket-ball)
Au basket-ball, un double dribble intervient lorsque le joueur dribble le ballon avec les deux mains simultanément. Un double dribble peut également avoir lieu lorsque le joueur touche la balle à deux mains, puis se remet à dribbler à une seule main. Il peut également y avoir un double dribble si le joueur touche le ballon à deux reprises avant que celui-ci ne touche le sol.